# Lissonota sector
Lissonota sector là một loài tò vò trong họ Ichneumonidae.